# Братство по крови (фильм, 2011)
«Братство по крови» (англ. The Reunion, буквальный перевод — «воссоединение») — боевик 2011 года режиссёра Майкла Павоне. В главных ролях играли: Джон Сина, Итан Эмбри, Бойд Холбрук и Эми Смарт. Фильм был выпущен 21 октября 2011 года.

## Сюжет
Мистер Клиэрли был большим дамским угодником, поэтому у него осталось четверо детей от разных женщин. Нина (Смарт), Сэм (Сина) работает полицейским и находится в отставке, Лео (Эмбри) начальник одной фирмы и четвёртый Дуглас (Бойд) двадцатилетний вор, недавно вышедший из тюрьмы, который даже и не знает о существовании своей семьи. Все они едва знакомы между собой и встречаются все вместе впервые во время оглашения завещания отца. Нина (Смарт) по последнему желанию своего отца должна найти способ для примирения трех своих братьев… И она сказала им, что каждый из них сможет получить по три миллиона долларов, если им удастся объединиться и организовать семейное предприятие. Вскоре у всех появляется повод, который может поспособствовать их долгожданному объединению и получению денег…

## В ролях
- Джон Сина — Сэм Клэри
- Итан Эмбри — Лео Клэри
- Бойд Холбрук — Дуглас Клэри
- Эми Смарт — Нина Клэри
- Майкл Рисполи — Маркус Кантон
- Грегг Генри — Кайл Уиллс
- Лела Лорен — Theresa Trujillo
- Джек Конлэй — Джек Нилан
- Кармэн Сэрано — стриптизерша Анджелина